# Oasi de Dajla
L'Oasi de Dakhla o Dakhleh (en àrab egipci: الداخلة, El Daḵla, pronunciat [edˈdæxlæ], traduït com 'oasi interior') és un dels set oasis del desert occidental d'Egipte. L'Oasi de Dakhla es troba en la governació de Wadi al Jadid, a 350 km del Nil, entre els oasis de Farafra i d'Al-Kharga. Té uns 80 km d'est a oest i 25 km de nord a sud.

## Història

### Prehistòria
La història humana d'aquest oasi comença en el Plistocè, quan unes tribus nòmades s'hi assentaven a vegades, en una època en què el clima del Sàhara era més humit i els humans podien tenir-hi accés a llacs i marenys. Però fa uns 6.000 anys, el Sàhara es va tornar més sec, i es va transformar a poc a poc en un desert hiperàrid (amb menys de 50 mm de pluja a l'any). Els especialistes, però, pensen que els caçadors-recol·lectors nòmades s'assentaren quasi permanentment a l'Oasi de Dakhleh en l'Holocè (fa uns 12.000 anys), durant uns nous estranys episodis d'èpoques més humides.
De fet, el clima més sec no significà que hi hagués més aigua que hui en el que ara s'anomena el Desert Occidental. El sud del desert de Líbia té el subministrament d'aigua subterrània més important del món per l'aqüífer nubi, i els primers habitants de l'Oasi de Dajla tenien accés a fonts d'aigua superficial. En el mil·lenni III abans de la nostra era vivia ací la gent probablement nòmada de la cultura Sheikh Muftah.

### Període faraònic
Els primers contactes entre el poder faraònic i els oasis començaren al voltant del 2550 abans de la nostra era.
A la fi de la Dinastia VI, l'escriptura hieràtica se solia gravar en tauletes d'argila amb un estil, semblantment a l'escriptura cuneïforme. S'han descobert unes cinc-centes tauletes d'aquest tipus al palau del governador d'Ayn Asil (Balat) a l'Oasi de Dajla. En el moment en què es feren les tauletes, Dajla era lluny dels centres d'elaboració de papir. Aquestes tauletes registren inventaris, llistes de noms, comptes i unes cinquanta lletres.

### Deir el-Hagar
Deir el-Agar és un temple romà de gres a la vora occidental de l'Oasi de Dajla, a uns 10 km de Qasr ad-Dachla. En l'època faraònica es coneixia com a lloc de descans o Set-whe. El temple, el van aixecar durant el regnat de l'emperador Neró i el decoraren en l'època de Vespasià, Tit i Domicià. El temple estava dedicat a la tríade tebana d'Amn-Ra, Mut i Khonsu, així com a Set, la principal deïtat de la zona.

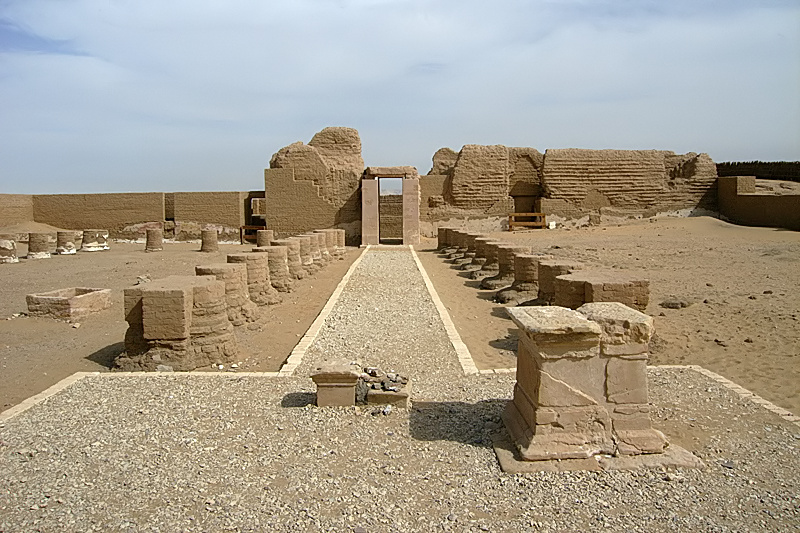
Porta del temple
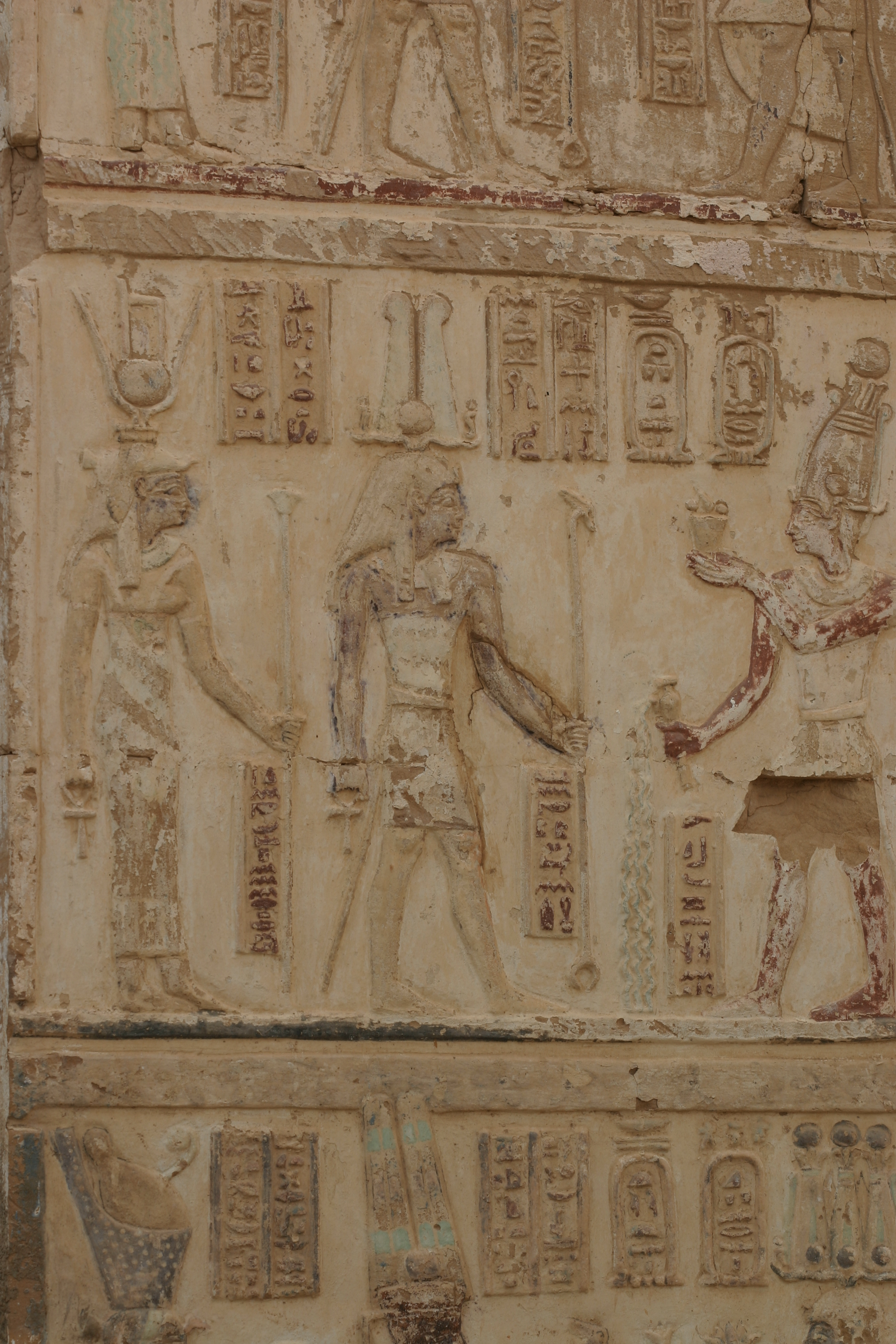
Emperador romà com a faraó fent ofrenes a Isis i Osiris
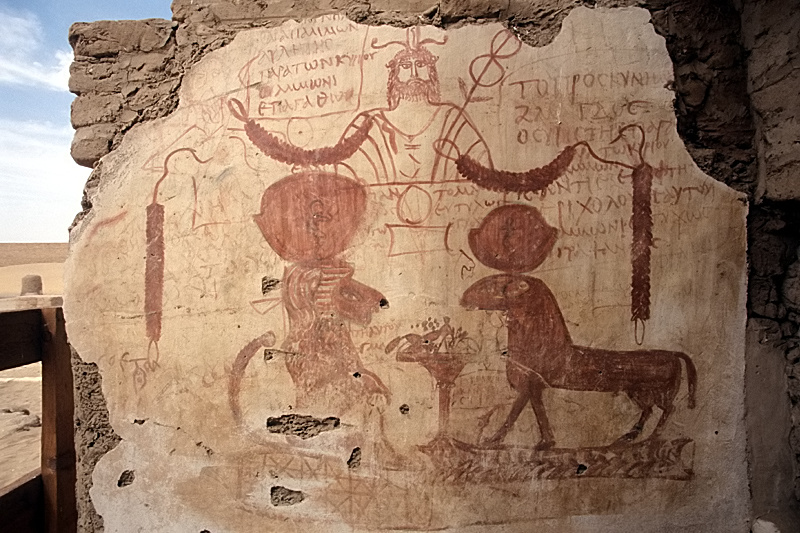
Grafit de Sarapammon amb un ramell i un papió

### Qasr ad-Dachla
La ciutat islàmica fortificada de Qasr ad-Dachla o el-Qasr (en àrab: قصر الداخلة, 'la Fortalesa') la construïren en el segle xii  sobre les restes d'una fortalesa romana al nord-oest de l'Oasi de Dajla pels reis aiúbids. Molts dels edificis otomans i mamelucs de tova de fins a quatre plantes contenen blocs de pedra amb jeroglífics de l'antic Temple de Thot del proper poble d'Amheida. El minaret de tres pisos i 21 m d'alçada és del 924.

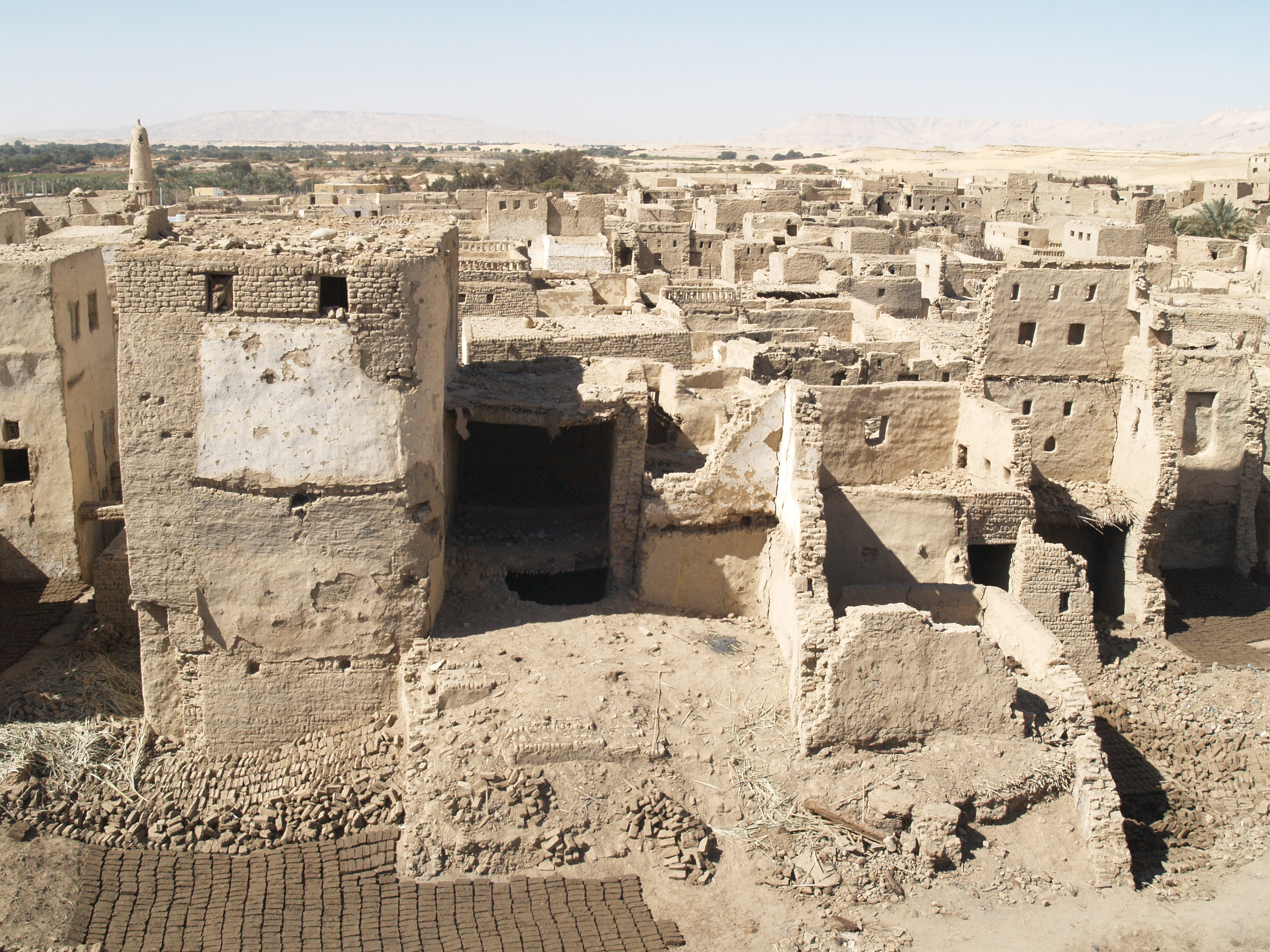
Vista general de Qasr el-Dakhla
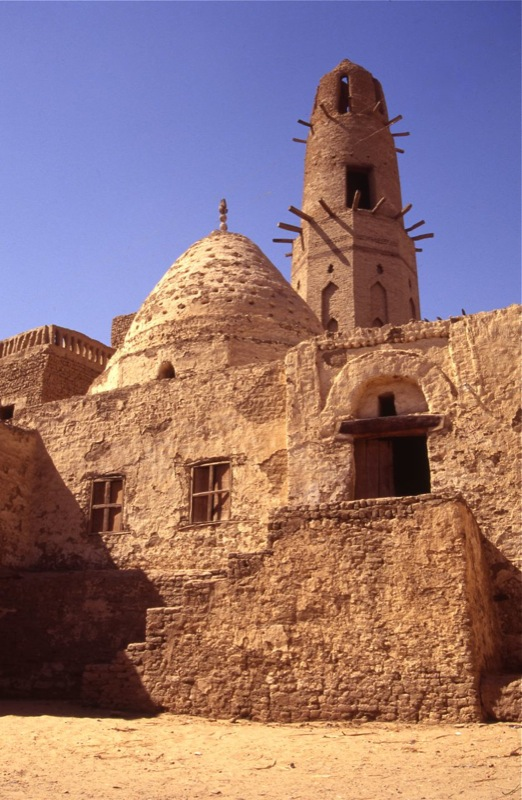
Minaret aiúbid
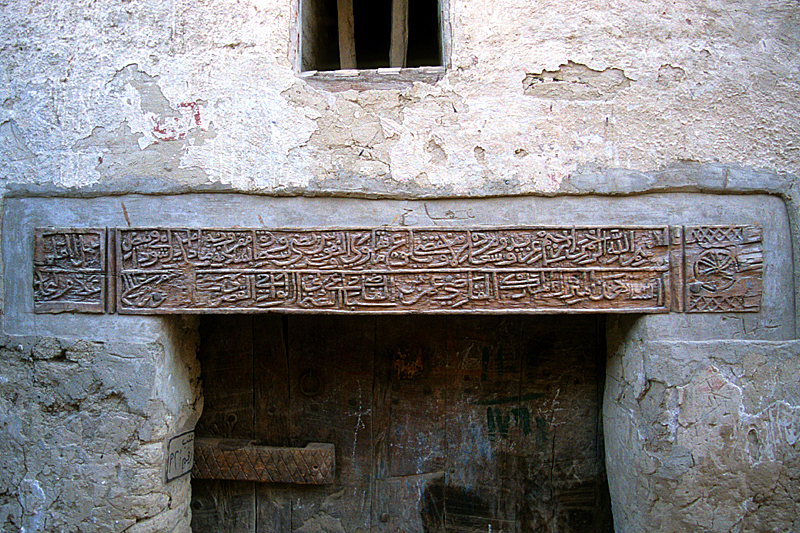
Inscripcions jeroglífiques
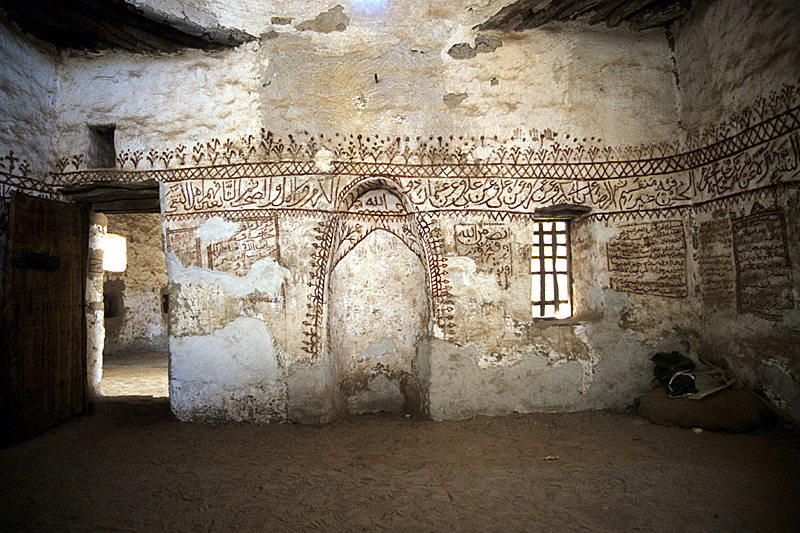
Dins la Mesquita de Nasr el-Din

### Després de 1800
Archibald Edmonstone va visitar l'Oasi de Dajla l'any 1819. Després hi passaren altres occidentals, però no va ser fins al 1908 que el primer egiptòleg, Herbert Eustis Winlock, va observar els monuments de l'Oasi de Dajla de manera sistemàtica. En la dècada dels 1950, el van estudiar primer Ahmed Fakhry, i a final de la dècada dels 1970, una expedició de l'Institut Français d'Archéologie Orientale i el Dajla Oasi Project feren estudis detallats de l'oasi.

## Geografia
L'oasi té comunitats, en una sèrie de suboasis. Els principals pobles són Mut (més completament Mut el-Kharab i antigament anomenat Mothis), El-Masara, Al-Qasr, i altres llogarets més petits.